# Жан Калман
Жан Луиз Калман (на френски: Jeanne Louise Calment; 21 февруари 1875 г. – 4 август 1997 г.) е известна свръхдълголетница и най-старият човек, чиято възраст е добре документирана. Тя е живяла 122 години и 164 дни.
Дълголетието ѝ привлича медийно внимание и медицински изследвания върху здравето и начина ѝ на живот. Според записите от преброяванията, Калман надживява както дъщеря си, така и внука си Фредерик Било. През 1988 г., на 112 години, тя вече е най-старият жив човек на планетата, а през 1995 г., на 120 години, вече държи рекорда за най-възрастния човек живял някога.
Някои учени оспорват изключителната възраст на Калман поради статистическа невероятност и изследват вероятността дъщеря ѝ, Ивон, да е приела самоличността ѝ през 1934 г. Други учени отхвърлят тази хипотеза на базата на обширното предишно проучване на живота й.

## Биография

### Преди брака
Калман е родена в Арл, Буш дю Рон, Прованс, Франция на 21 февруари 1875 г. Баща ѝ, Никола Калман (8 ноември 1837 г. – 28 януари 1931 г.) е корабостроител, а майка ѝ, Маргьорит Жил (20 февруари 1838 г. – 18 септември 1924 г.) е от семейство на мелничари. Има по-голям брат, Франсоа (25 април 1865 г. – 1 декември 1962 г.). Роднините ѝ също живеят по-дълго от обичайното за страната – брат ѝ доживява до 97 г., баща ѝ - до 93 г., а майка ѝ - до 86 г.
От 7-годишна възраст до първото си причастие, тя посещава църковното начално училище в Арл, а след това - местното средно училище, завършвайки го на 16-годишна възраст. Като ученичка тя става в 8 часа сутринта, вместо закуска пие кафе с мляко или горещ шоколад, а на обяд баща ѝ я завежда у дома, където обядват, преди да се върне в училище следобед. След като завършва средното си образование, тя продължава да живее с родителите си, чакайки да се омъжи, рисува и свири на пиано.:с. 27 – 32

### Семейството на Жан Калман
На 8 април 1896 г., тогава на 21 години, се омъжва за своя втори двоен братовчед, Фернан-Никола Калман (1868 – 1942). Техните дядовци по бащина линия са братя, а техните баби по бащина линия са сестри. Той започва да я ухажва, когато тя е още на 15, но тогава тя все още е твърде млада за да се интересува от момчета.:с. 4 – 21 Фернан е наследник на бизнес със завеси, упражняван в класическа сграда в центъра на Арл, а двойката се премества в просторния апартамент над семейния магазин. Жан използва слуги, поради което никога не ѝ се налага да работи. Вместо това, тя води спокоен начин на живот във висшето общество на Арл, занимавайки се с хобита като фехтовка, колоездене, тенис, плуване, каране на ролери, свирене на пиано и музициране с приятели.:с. 4 – 21 През лятото двойката почива в планинския курорт Юриаж ле Бан близо до Гренобъл, където се занимават с алпинизъм. Освен това, двамата ходят на лов за зайци и диви свине в планините на Прованс. Калман твърди, че не е обичала да стреля по птици.:с. 4 – 21
Ражда единственото си дете, Ивон-Мари-Никол Калман, на 19 януари 1898 г. (тогава е почти 23-годишна). Ивон се омъжва за офицера от армията Жозеф Било на 3 февруари 1926 г., а техният единствен син, Фредерик, се ражда на 23 декември същата година. Ивон Калман умира от плеврит на 36-ия си рожден ден – 19 януари 1936 г. След това Жан Калман отглежда Фредерик, макар той да живее с баща си в съседния апартамент.
Събитията на Втората световна война почти не засягат начина на живот на Жан. Тя споменава, че германски войници са спали в стаите ѝ, но не са взимали нищо, така че тя не е изпитвала злоба към тях. През 1942 г. на 73 години умира мъжът ѝ, Фернан, според сведенията, от натравяне с череши.:с. 4 – 21 По време на преброяването през 1954 г., тя все още е регистрирана в същия апартамент, заедно със зет си Било, вече пенсиониран полковник и вдовец. Фредерик Било живее в съседния апартамент с жена си Рене. Братът на Жан Калвин, Франсоа, умира през 1962 г. на 97-годишна възраст. Зет ѝ, Жозеф, умира през януари 1963 г., а внукът ѝ, Фредерик, умира в автомобилна катастрофа през август същата година.

### Дълбока старост
През 1965 г., на 90 години и без наследници, Калман подписва договор с нотариалния служител Андре-Франсоа Рафре, според който тя му продава имота в замяна на право на обитаване и месечна доживотна рента от 2500 франка. Рафре умира през 1995 г., като към този момент Калман вече е получила повече от двойната цена на апартамента, а семейството му продължава да ѝ превежда заплата. Калман коментира ситуацията, уточнявайки: „В живота, понякога правим лоши сделки“.
През 1985 г. тя се премества в старчески дом, след като вече се е справяла сама до 110-годишна възраст. През 1995 г. е публикуван документален филм, посветен на живота ѝ и озаглавен „Отвъд 120 години с Жан Калман“.
Калман умира по неуточнени причини на 4 август 1997 г. около 10 часа сутринта местно време. Ню Йорк Таймс отбелязва, че тя е била в добро здраве, макар вече почти сляпа и глуха малко преди смъртта си.

## Здраве и начин на живот

### Преди постъпването й в старчески дом
Забележителното здравословно състояние на Калман предвещава по-късния ѝ световен рекорд. 
По телевизията тя заявява, че никога не се е разболявала. Когато е на 20 години, са ѝ открити зараждащи се катаракти, след като претърпява тежък епизод на конюнктивит. В младостта си страда от мигрени.:с. 1 – 13:с. 22 – 42 Вече в пенсионна възраст, тя счупва глезена си, но преди това не е претърпявала сериозни травми.:с. 15 – 18 Тя продължава да кара колело до стотния си рожден ден.:с. 4 – 21 Около 100-годишна възраст тя счупва крака си, но се възстановява бързо.:с. 1 – 13:с. 22 – 42
На 21-годишна възраст се омъжва, а богатството на мъжа ѝ ѝ позволява да живее, без да работи. През целия си живот се грижи за кожата си със зехтин и пудра.:с. 15 – 18  Съпругът ѝ я научава да пуши,:с. 4 – 21 предлагайки ѝ цигари след ядене, но тя не пуши повече от това. Тя продължава да пуши и в напреднала възраст, до 117 години.:с. 65 – 74
След като брат ѝ, зет ѝ и внукът ѝ умират до 1963 г., Калман остава без роднини. Тя живее сама от 88-годишна възраст до 110-ия си рожден ден, когато решава да се премести в старчески дом. Тя взема решението след зимата на 1985 г., вследствие на която водопроводните тръби в къщата ѝ замръзват и ръцете и измръзват (тя не използва отопление през зимата).:с. 4 – 21 Според един от лекарите ѝ, тя е била в доста добро здравословно състояние, когато постъпва в старческия дом.

### Ежедневие в старческия дом
След като постъпва в старческия дом през януари 1985 г. Калман първоначално следва силно ритуализирано ежедневие. Тя иска да бъде събуждана в 6:45 часа сутринта и започва деня с дълга молитва на прозореца си, благодарейки на Бога за това че е жива и за красивия ден, който започва, понякога на висок глас питайки го за причината за дълголетието си и защо тя е единствената останала жива в семейството си. Седнала на креслото си, тя прави гимнастика, носейки стерео-слушалки. Упражненията ѝ включват разтягане на ръцете, а след това и на краката. Сестрите отбелязват, че тя се придвижва по-бързо от останалите обитатели на дома, които са с по 30 години по-млади от нея. Закуската ѝ се състои от кафе с мляко и сухари (твърди сухи бисквити).
Измива се сама с фланела, вместо да си вземе душ, използвайки първо сапун, а след това зехтин и пудра върху лицето си. Тя измива чашата си и посудата си, преди да пристъпи към обяда. Тя обича да яде сотирано телешко месо, но не и варена риба. Не пропуска десерт след основното ядене, а когато има избор, предпочита да яде пържени и пикантни храни.:с. 85 – 92 Прави си плодови салати ежедневно с банани и портокали. Обича шоколад, понякога изяждайки килограм на седмица. След ядене пуши цигара Dunhill и пие малко количество портвайн. Следобед дремва за около два часа в креслото си, след което посещава съседите си в старческия дом, разказвайки им за новините, които е чула по радиото. На свечеряване вечеря набързо, връща се в стаята си, слуша музика, пуши последна цигара и си ляга към 10 часа.:с. 4 – 21:с. 85 – 92 В неделя ходи на литургия, а в петък - на вечерня, като редовно комуникира и търси помощ от Бога, интересувайки се от отвъдния живот.:с. 107 – 112